# Stensund och Krymla
Stensund och Krymla – miejscowość (tätort) w Szwecji, w regionie administracyjnym (län) Södermanland (gmina Trosa).
Miejscowość jest położona w prowincji historycznej (landskap) Södermanland, ok. 2 km na wschód od centrum Trosa.
W 2010 r. Stensund och Krymla liczyła 346 mieszkańców.